# Örmény U21-es labdarúgó-válogatott
Az Örmény U21-es labdarúgó-válogatott Örményország 21 éven aluli labdarúgó-válogatottja, melyet az örmény labdarúgó-szövetség irányít.

## U21-es labdarúgó-Európa-bajnokság
- 1978–1992:
- 1992: nem indult
- 1994: nem indult
- 1996: nem jutott ki
- 1998: nem jutott ki
- 2000: nem jutott ki
- 2002: nem jutott ki
- 2004: nem jutott ki
- 2006: nem jutott ki
- 2007: nem jutott ki
- 2009: nem jutott ki
- 2011: nem jutott ki
- 2013: nem jutott ki
- 2015: nem jutott ki

## Olimpiai szereplés
- 1992: Nem jutott ki
- 1996: Nem jutott ki
- 2000: Nem jutott ki
- 2004: Nem jutott ki
- 2008: Nem jutott ki
- 2012: nem jutott ki